# Himantosoma typicum
Himantosoma typicum är en mångfotingart som beskrevs av Pocock 1891. Himantosoma typicum ingår i släktet Himantosoma och familjen Gonibregmatidae.
Artens utbredningsområde är Myanmar.

## Underarter
Arten delas in i följande underarter:
- H. t. typicum
- H. t. bidivisum